# Randverteilung

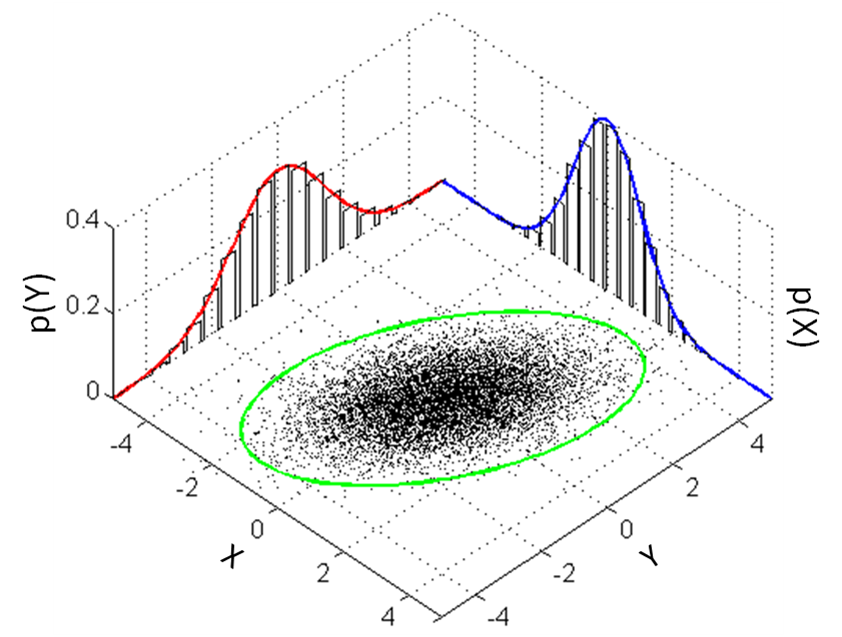
Darstellung der Standardabweichungsellipse einer zweidimensionalen Normalverteilung sowie der beiden Marginalverteilungen (rot und blau).

Als Randverteilungen oder Marginalverteilung werden in der Stochastik die Wahrscheinlichkeitsverteilungen von Teilfamilien einer gegebenen Familie von Zufallsvariablen bezeichnet. Die Verteilung der gesamten Familie wird zur Verdeutlichung auch gemeinsame Verteilung der Zufallsvariablen genannt. Sind beispielsweise {\displaystyle X} und {\displaystyle Y} Zufallsvariablen (auf demselben Wahrscheinlichkeitsraum), dann heißen die Verteilungen der einzelnen Variablen {\displaystyle X} und {\displaystyle Y} die Randverteilungen des Zufallsvektors {\displaystyle (X,Y)}.
Randverteilungen kann man sowohl für diskrete als auch für stetige Merkmale berechnen. Wie bei Verteilungen allgemein unterscheidet man dementsprechend:
- diskrete Randverteilungen
- stetige Randverteilungen

Außerdem kann man die Randverteilung sowohl für absolute Häufigkeiten als auch für relative Häufigkeiten bilden. Die einzelnen Werte der Randverteilung nennt man dann Randhäufigkeiten (auch Marginalhäufigkeiten oder marginale Häufigkeiten). Die Randhäufigkeiten für kategorial unterteilte (distinkte) Merkmale lassen sich am Rand einer Kontingenztafel ablesen. Sie sind hier die Summen der Häufigkeiten über das vernachlässigte Merkmal hinweg.

## Beispiel anhand von Kontingenztafeln
Randverteilungen diskreter Merkmale lassen sich in Kontingenztafeln darstellen. Am Rand dieser Tafel lassen sich die Randhäufigkeiten, die zusammen die Randverteilung bilden, als Summen über das vernachlässigte Merkmal ablesen.
Beispielsweise ist hier eine Kontingenztafel mit absoluten Häufigkeiten zu sehen.
|                  | Mann | Frau | Randhäufigkeiten |
| Klasse 10        | 10   | 10   | 20               |
| Klasse 11        | 4    | 16   | 20               |
| Randhäufigkeiten | 14   | 26   | 40               |
| ---------------- | ---- | ---- | ---------------- |

Die Randhäufigkeit in der Klasse 10 zu sein unter der Vernachlässigung dessen, ob man männlich oder weiblich ist, beträgt 20. Die entsprechende Randhäufigkeit für Klasse 11 ist ebenso 20. Die Randverteilung ist also gleichverteilt, weil es gleich viele Schüler in beiden Klassen gibt. Das Merkmal Klasse ist distinkt, das heißt in klar abgegrenzte Kategorien unterteilt.
Dieselbe Tabelle wäre auch mit relativen Häufigkeiten denkbar. Die relativen Randhäufigkeiten sind dann gemäß der frequentistischen Interpretation ein Schätzer für die Randwahrscheinlichkeiten.
Es gibt allerdings auch Merkmale, die nicht in Kategorien unterteilt sind, wie zum Beispiel Körpergröße. Diese Merkmale sind stetig, weil es fließende Übergänge zwischen allen möglichen Ausprägungen des Merkmals gibt. Solche Merkmale lassen sich nicht in Tabellen darstellen. Um die Darstellung in einer Kontingenztafel dennoch zu ermöglichen, ist es möglich, das Merkmal in Klassen (gemeint sind hier Kategorien) einzuteilen, indem man sogenannte Klassengrenzen festlegt. Das stetige Merkmal Körpergröße könnten man einteilen, indem man als Klassengrenze 142 cm festlegt und die Personen in Leute größer als 142 cm und nicht größer als 142 cm einteilt. Für diese in Klassen eingeteilte Gruppen lassen sich nun wieder Klassenhäufigkeiten messen, die man in einer Kontingenztafel einträgt. Da eine Person, die in einer Klasse (> 142) ist, nicht zugleich in einer anderen Klasse (≤ 142) sein kann, spricht man auch von einer Einteilung in disjunkte Mengen.

## Definition
Gegeben sei eine {\displaystyle \Omega _{1}\times \cdots \times \Omega _{n}}-wertige Zufallsvariable {\displaystyle Z=(X_{1},\dotsc ,X_{n})} mit einer multivariaten Verteilung {\displaystyle P_{Z}} als Wahrscheinlichkeitsmaß. Dann heißt die Verteilung
{\displaystyle P_{X_{i}}(A):=P_{Z}(\Omega _{1}\times \dotsb \times \Omega _{i-1}\times A\times \Omega _{i+1}\times \dotsb \times \Omega _{n})}
die i-te Randverteilung oder die i-te Marginalverteilung von {\displaystyle Z}. Alternativ wird sie auch definiert als
{\displaystyle P_{X_{i}}(A)=P(X_{1}\in \Omega _{1},\dotsc ,X_{i-1}\in \Omega _{i-1},X_{i}\in A,X_{i+1}\in \Omega _{i+1},\dotsc ,X_{n}\in \Omega _{n})}.
Im Zweidimensionalen mit {\displaystyle Z=(X,Y)} wäre also die erste Randverteilung
{\displaystyle P_{X}(A)=P_{Z}(A\times \Omega _{2}){\text{ bzw. }}P_{X}(A)=P(X\in A,Y\in \Omega _{2})}.
Allgemeiner lassen sich Randverteilungen auch für jede Teilmenge {\displaystyle J\subset I=\{1,\dotsc ,n\}} definieren. Ist {\displaystyle |J|=m}, so heißen sie m-dimensionale Randverteilungen. Sie sind dann definiert durch
{\displaystyle P_{X_{J}}(A)\;=\;{\begin{cases}P(X_{i}\in A_{i})&{\mbox{wenn }}i\in J\\X_{i}\in \Omega _{i}&{\mbox{sonst.}}\end{cases}}}
für
{\displaystyle A=\prod _{i\in J}A_{i}}.

## Elementare Eigenschaften
- Es existieren genau {\displaystyle {\tbinom {n}{m}}} m-dimensionale Randverteilungen.
- Aus Sicht der Maßtheorie handelt es sich bei Randverteilungen um die Bildmaße unter den Projektionen auf eine oder mehrere Koordinaten.
- Sind die {\displaystyle X_{i}} stochastisch unabhängige Zufallsvariablen, so ist die gemeinsame Verteilung der {\displaystyle X_{i}} genau das Produkt der eindimensionalen Randverteilungen.

## Abgeleitete Begriffe

### Rand-Verteilungsfunktion
Besitzt {\displaystyle Z} die Verteilungsfunktion {\displaystyle F_{Z}\colon \mathbb {R} ^{n}\to [0,1]}, so lässt sich auch eine Rand-Verteilungsfunktion als Verteilungsfunktion der Randverteilungen angeben. Für die eindimensionalen Randverteilungen ist sie definiert als
{\displaystyle F_{X_{i}}(x_{i})=F_{Z}(\infty ,\dotsc ,\infty ,x_{i},\infty ,\dotsc ,\infty )}.
Alle Komponenten bis auf die i-te werden also auf unendlich gesetzt. Analog geht man bei den m-dimensionalen Rand-Verteilungsfunktionen vor. Alle Komponenten in {\displaystyle J} bleiben erhalten, alle anderen werden auf unendlich gesetzt. Für den zweidimensionalen Fall mit {\displaystyle Z=(X,Y)} ergibt sich dann als die erste Randverteilungsfunktion
{\displaystyle F_{X}(x)=F_{Z}(x,\infty )}.

### Randdichte
Ebenso lassen sich für Randverteilungen auch Wahrscheinlichkeitsdichten angeben, die Randdichten genannt werden. Das sind diejenigen Funktionen {\displaystyle f_{X_{i}}}, für die
{\displaystyle F_{X_{i}}(x_{i})=\int _{-\infty }^{x_{i}}f_{X_{i}}(t)\ \mathrm {d} t}
gilt. Besitzt {\displaystyle Z} eine gemeinsame Dichte {\displaystyle f_{Z}(x_{1},\dotsc ,x_{n})}, so lässt sich die Rand-Dichte auch als
{\displaystyle f_{X_{i}}(x_{i}):=\int _{-\infty }^{\infty }\dotsi \int _{-\infty }^{\infty }\int _{-\infty }^{\infty }\dotsi \int _{-\infty }^{\infty }f_{Z}(x_{1},\dotsc ,x_{i-1},x_{i},x_{i+1},\dotsc ,x_{n})\ \mathrm {d} x_{1}\dotsm \mathrm {d} x_{i-1}\mathrm {d} x_{i+1}\dotsm \mathrm {d} x_{n}}
definieren. Für m-dimensionale Rand-Dichten geht man analog vor, man integriert dann über alle Komponenten, die nicht in {\displaystyle J} enthalten sind. Im Zweidimensionalen mit {\displaystyle Z=(X,Y)} erhält man dann mittels Integration über die jeweils andere Komponente als Rand-Dichten
{\displaystyle f_{X}(x)=\int _{-\infty }^{\infty }f_{Z}(x,y)\ \mathrm {d} y}
{\displaystyle f_{Y}(y)=\int _{-\infty }^{\infty }f_{Z}(x,y)\ \mathrm {d} x}

### Rand-Wahrscheinlichkeitsfunktion
Ebenso wie Rand-Dichten lassen sich auch Rand-Wahrscheinlichkeitsfunktionen angeben. Im Wesentlichen wird dabei nur die Integration durch die Summation ersetzt. Hat {\displaystyle Z} eine gemeinsame Wahrscheinlichkeitsfunktion {\displaystyle f_{Z}(x_{1},\dotsc ,x_{n})}, so ist die i-te Rand-Wahrscheinlichkeitsfunktion gegeben als
{\displaystyle f_{X_{i}}(x_{i})=\sum _{j\neq i \atop x_{j}\in \mathbb {Z} }f_{Z}(x_{1},\dotsc ,x_{n})}.
Ebenso erhält man die m-dimensionalen Randverteilungen durch Summation, wenn man die Komponenten von Interesse nicht mitsummiert. Im zweidimensionalen mit {\displaystyle Z=(X,Y)} ergibt sich dann
{\displaystyle f_{X}(x_{i})=\sum _{k\in K}f_{Z}(x_{i},y_{k})}
{\displaystyle f_{Y}(y_{k})=\sum _{i\in I}f_{Z}(x_{i},y_{k})}.

## Beispiel Multinomialverteilung

### In zwei Dimensionen
Sei als Beispiel {\displaystyle Z=(X,Y)} zweidimensional multinomialverteilt, also {\displaystyle Z\sim M(n,(p,1-p))}. Demnach hat {\displaystyle Z} die Wahrscheinlichkeitsfunktion
{\displaystyle f_{Z}(x,y)\;=\;{\begin{cases}{n \choose x,y}\;p^{x}(1-p)^{y}&{\mbox{wenn }}x+y=n\\0&{\mbox{sonst.}}\end{cases}}}.
Hierbei ist {\displaystyle {n \choose x,y}} der Multinomialkoeffizient. Setzt man {\displaystyle y=n-x}, so ergibt sich direkt
{\displaystyle f_{Z}(x,y)={n \choose x}p^{x}(1-p)^{n-x}}.
Die Wahrscheinlichkeitsfunktion lässt sich also unabhängig von {\displaystyle y} darstellen. Demnach ist die Randdichte von {\displaystyle X}, die durch Aufsummieren über alle {\displaystyle y} entsteht, wieder genau die Wahrscheinlichkeitsfunktion von {\displaystyle Z}, bloß ohne {\displaystyle y} als Variable. Es ist also
{\displaystyle f_{X}(x)={n \choose x}p^{x}(1-p)^{n-x}},
die Randverteilung der Multinomialverteilung ist also eine Binomialverteilung mit den Parametern {\displaystyle p} und {\displaystyle n}.

### In mehreren Dimensionen
Sei {\displaystyle Z=(X_{1},\dotsc ,X_{m})} und {\displaystyle m}-dimensional multinomialverteilt, also {\displaystyle Z\sim M(n,(p_{1},\dotsc ,p_{m}))} mit {\displaystyle p_{1}+\dotsb +p_{m}=1}. Die Wahrscheinlichkeitsfunktion ist dann
{\displaystyle f_{Z}(x_{1},\dotsc ,x_{m})\;=\;{\begin{cases}{n \choose x_{1},\dotsc ,x_{m}}\;p_{1}^{x_{1}}\dotsm p_{k}^{x_{m}}&{\mbox{wenn }}x_{1},\dotsc ,x_{m}\in \mathbb {N} _{0}{\mbox{ und }}x_{1}+\dotsb +x_{m}=n\\0&{\mbox{sonst}}\end{cases}}}.
Zur Berechnung der ersten Randverteilung summiert man nun über alle {\displaystyle x_{2},x_{3},\dotsc ,x_{m}}. Zur Vereinfachung der Rechnung gruppiert man {\displaystyle p_{2}+\dotsb +p_{m}=1-p_{1}} und {\displaystyle x_{1}=n-(x_{2}+\dotsb +x_{m})}. Mithilfe des Multinomialtheorems folgt dann, dass die Randverteilung wieder binomialverteilt ist mit den Parametern {\displaystyle n} und {\displaystyle p_{1}}.

## Verwandte Konzepte
Oftmals sollen einerseits Randverteilungen mit einer speziellen Verteilung generiert werden. Anderseits soll die gemeinsame Verteilung von Zufallsvariablen mit ihren Abhängigkeiten richtig dargestellt werden. Solche multivariaten Verteilungen sind nicht nur durch die Randverteilungen und die Korrelation beschrieben, vielmehr muss die Abhängigkeit oftmals genauer beschrieben und modelliert werden. Z. B. erwartet man bei der Modellierung von Bondreturns möglicherweise, dass auch der Spread zwischen den beiden Returns in einem plausiblen Korridor verbleibt. Daher ist es bei der Modellierung von multivariaten Verteilungen oftmals notwendig oder nützlich, die Randverteilungen und ihre Abhängigkeit voneinander separat zu modellieren. Dies erfolgt über die Kalibrierung einer Copula.
Mittels der Randverteilungen lässt sich aus einer multivariaten Verteilung die bedingte Verteilung bestimmen. Sie modelliert, dass bereits Wissen über den Wert einer Zufallsvariable vorhanden ist.